# Jean-Baptiste-Joseph Gobel
Jean-Baptiste-Joseph Gobel (Thann, 1º settembre 1727 – Parigi, 13 aprile 1794) è stato un vescovo cattolico francese.

## Biografia
Monsignor Jean-Baptiste-Joseph Gobel nacque a Thann, in Alsazia, il 1º settembre 1727. Suo padre era avvocato presso il Sovrano Consiglio d'Alsazia ed esattore delle tasse per il signore di Thann. Dopo straordinari successi nella scuola elementare di Porrentruy, studiò al collegio dei gesuiti a Colmar e poi teologia al Pontificio collegio germanico-ungarico a Roma. Si laureò nel 1743.

### Carriera clericale
Il 19 dicembre 1750 fu ordinato presbitero per la diocesi di Basilea. In seguito divenne membro del capitolo dei canonici della cattedrale del principe-vescovo di Basilea Simon Nikolaus Euseb von Montjoye-Hirsingen con residenza a Porrentruy.
Il 27 gennaio 1772 papa Clemente XIV lo nominò vescovo ausiliare di Basilea e titolare di Lidda. Ricevette l'ordinazione episcopale il 22 marzo successivo nell'abbazia di Bellelay dal vescovo di Losanna Joseph-Nicolas de Montenach. Fu vicario del vescovo per la sezione di territorio che si trovava nel Regno di Francia. Il 3 marzo 1776 consacrò il successivo principe-vescovo, monsignor Friedrich Ludwig Franz von Wangen zu Geroldseck.
Trovato colpevole di vivere oltre i suoi mezzi, nel 1782 fu sollevato dai suoi doveri dal successore di monsignor Wangen zu Geroldseck, il vescovo Franz Joseph Sigismund von Roggenbach. Successivamente iniziò a sposare le idee "riformiste". La sua vita politica iniziò quando fu eletto deputato agli Stati generali del 1789 dal clero del baliato di Huningue.
Il punto di svolta della sua vita fu prestare giuramento alla Costituzione civile del clero il 3 gennaio del 1791, a favore della quale si era dichiarato il 5 maggio 1790. Il documento, tra le altre cose, conferiva la nomina di sacerdoti e vescovi alle assemblee popolari. Dopo aver prestato giuramento, Gobel divenne così popolare che fu eletto vescovo costituzionale in diverse diocesi. Optò per l'arcivescovado di Parigi e, nonostante le difficoltà che dovette affrontare prima di prenderne possesso, entrò in carica il 17 marzo 1791 e fu riconosciuto il 27 marzo da otto vescovi, tra cui Charles-Maurice de Talleyrand-Périgord. Questa azione fu respinta dalla Santa Sede, che non lo riconobbe come legittimo titolare dell'ufficio e continuò a riconoscere monsignor Antoine-Eléonore-Léon Le Clerc de Juigné, come legittimo titolare della sede di Parigi in quel periodo. Il 13 aprile 1791 il papa lo scomunicò.

### Carriera politica

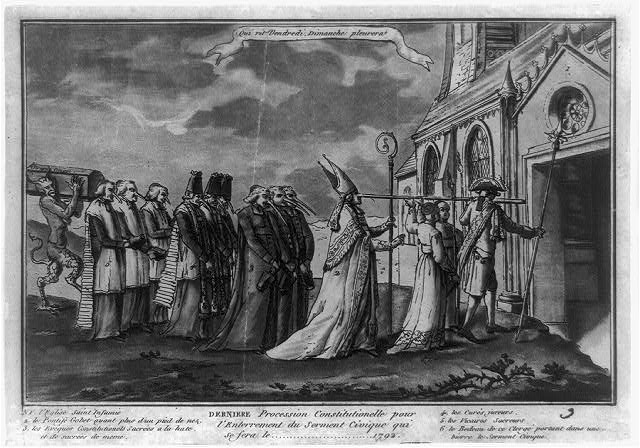
"Chi ride venerdì, domenica piangerà. Ultima processione costituzionale per la sepoltura del giuramento civile che sarà effettuata nel 1792". Caricatura del 1792 che rappresenta Jean-Baptiste Gobel a capo di una processione di chierici addobbati con lunghi nasi con nella parte posteriore un diavolo che porta una bara piena di giuramenti civici. La scena evoca il massacro di preti refrattari del settembre 1792.

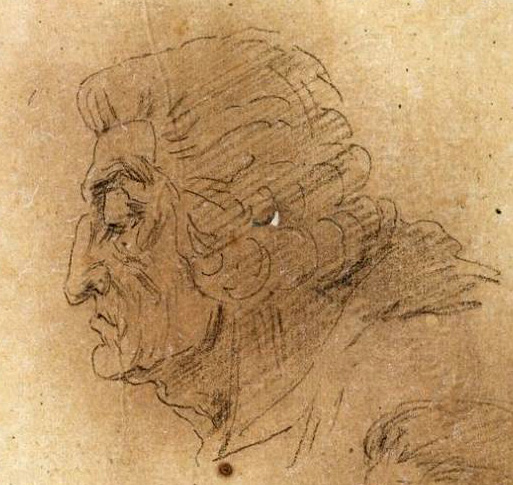
Ritratto di Gobel sul carretto che lo conduce al patibolo, di Vivant Denon.

L'8 novembre 1792 Gobel fu nominato amministratore di Parigi. La sua dimostrazione pubblica di anticlericismo era molto probabilmente una tattica attenta per garantirsi la simpatia dei politici: tra le altre cose, si dichiarò contrario al celibato ecclesiastico. Il 17 brumaio nell'anno II (7 novembre 1793), si presentò davanti alla Convenzione nazionale per le sue attività di commissario civile a Porrentruy e, in una scena famosa, si dimise dalle sue funzioni episcopali, proclamando che egli lo faceva per amore delle persone e per il rispetto dei loro desideri. La notte precedente, una delegazione della Comune guidata da Jacques-René Hébert, Pierre-Gaspard Chaumette e Anacharsis Cloots gli aveva chiesto che rinunciasse pubblicamente alla sua fede altrimenti sarebbe stato messo a morte dal popolo.
I seguaci di Hébert, che stavano perseguendo la loro politica anticristiana, rivendicarono Gobel come loro rappresentante. Allo stesso tempo, il rivale di Hébert, Maximilien de Robespierre, considerava Gobel un ateo, sebbene non fosse accusato di apostasia e non professasse pubblicamente il suo ateismo.
La visione di Robespierre di un culto deista dell'Essere supremo venne minacciata dall'opposizione degli atei guidati da Hébert che preferivano il culto della Dea Ragione. Gobel condivise il destino di questi ultimi. Incarcerato, fu dichiarato colpevole del cosiddetto "piano carcerario lussemburghese" insieme a Pierre-Gaspard Chaumette; Lucile Duplessis, moglie di Camille Desmoulins; Marie Marguerite Françoise Hébert, moglie di Jacques-René Hébert; e un assortimento di altri prigionieri di vario tipo.
François-Joseph Lothringer, il suo ex vicario episcopale, in una sua lettera pubblicata poi su Les Annales Catholiques nel volume III, Parigi 1797, scrisse:
Gobel, che non poteva essere avvicinato alla Conciergerie da nessun ministro del culto, mandò tramite una mano sconosciuta una confessione scritta di suo pugno. In essa si legge:
Ho sempre applaudito nel mio cuore i tuoi principi. Chiedo scusa, caro abbé, se ti avessi ingannato. Ti prego di non rifiutarmi l'ultimo aiuto del tuo ministero, portandoti alla porta della Conciergerie, senza comprometterti, e alla mia partenza di darmi l'assoluzione dei miei peccati, senza dimenticare il preambolo, ab omni vinculo excommunicationis. Addio, mio caro abbé, prega Dio per la mia anima, perché trovi misericordia davanti a Lui.
J. B. J., vescovo di Lidda»
Gli Annales sottolineano che firmandosi: "vescovo di Lidda" e non "arcivescovo di Parigi", riconobbe di non avere diritto a quest'ultimo titolo e chiedeva di essere sollevato dalla sua scomunica, riconoscendo l'autorità del papa contro la quale si era scagliato.
Tutti i presunti cospiratori furono condannati a morte la mattina del 13 aprile e ghigliottinati quello stesso pomeriggio.

## Genealogia episcopale e successione apostolica
La genealogia episcopale è:
- Cardinale Scipione Rebiba
- Cardinale Giulio Antonio Santori
- Cardinale Girolamo Bernerio, O.P.
- Arcivescovo Galeazzo Sanvitale
- Cardinale Ludovico Ludovisi
- Cardinale Luigi Caetani
- Cardinale Ulderico Carpegna
- Cardinale Paluzzo Paluzzi Altieri degli Albertoni
- Papa Benedetto XIII
- Arcivescovo Melchior de Polignac
- Arcivescovo Antoine-Pierre de Grammont
- Vescovo Georg Joseph Wilhelm Aloys Rinck von Baldenstein
- Vescovo Joseph-Nicolas de Montenach
- Vescovo Jean-Baptiste-Joseph Gobel

La successione apostolica è:
- Vescovo Friedrich Ludwig Franz von Wangen zu Geroldseck (1776)
- Vescovo Berndard-Emmanuel (François-Pierre) de Lenzbourg, O. Cist. (1783)
- Vescovo Jean Jacques (Johann Jakob) Lantz (1786)
- Vescovo costituzionale Jean-Pierre Saurine (1791)
- Vescovo costituzionale René Héraudin (1791)
- Vescovo costituzionale François-Xavier Laurent (1791)
- Vescovo costituzionale Robert Thomas Lindet (1791)
- Vescovo costituzionale Jean-Baptiste Massieu (1791)
- Vescovo costituzionale François-Antoine Brendel (1791)
- Vescovo costituzionale Henri Grégoire (1791)
- Vescovo costituzionale Hugues Pelletier (1791)
- Vescovo costituzionale Jacques-Guillaume-René-François Prudhomme de la Boussinière des Vallées (1791)
- Vescovo costituzionale Jean-Baptiste Volfius (1791)
- Vescovo costituzionale Jean Julien Avoine (1791)
- Vescovo costituzionale Charles Bonnet (1791)
- Vescovo costituzionale Pierre Matthieu Joubert (1791)
- Vescovo costituzionale Antoine Adrien Lamourette, C.M. (1791)
- Vescovo costituzionale René Lecesve (1791)
- Vescovo costituzionale Jean-François Périer (1791)
- Vescovo costituzionale Philippe Charles François Seguin (1791)
- Vescovo costituzionale Pierre Thuin (1791)
- Vescovo costituzionale Guillaume Tollet (1791)
- Vescovo costituzionale Ignace de Cazeneuve (1791)
- Vescovo costituzionale Éléonore-Marie Desbois de Rochefort (1791)
- Vescovo costituzionale Jean-Baptiste Dumouchel (1791)
- Vescovo costituzionale Nicolas Francin (1791)
- Vescovo costituzionale Jacques-André-Simon Le Fessier (1791)
- Vescovo costituzionale François Marbos (1791)
- Vescovo costituzionale Dominique Pouderoux (1791)
- Vescovo costituzionale Louis Charrier de La Roche (1791)
- Vescovo costituzionale Charles Benoît Roux (1791)
- Vescovo costituzionale Jean-Baptiste Flavigny (1791)
- Vescovo costituzionale Augustin Sibille (1791)
- Vescovo costituzionale Arbogast Martin (1791)
- Vescovo costituzionale Julien Minée (1791)
- Vescovo costituzionale Gabriel Deville (1791)
- Vescovo costituzionale Jean-Guillaume Molinier (1791)
- Vescovo costituzionale Barthélémy-Jean-Baptiste Sanadon (1791)
- Vescovo costituzionale Antoine Pascal Hyacinthe Sermet (1791)
- Vescovo costituzionale Pierre-Anastase Torné (1791)
- Vescovo costituzionale Claude Debertier (1791)
- Vescovo costituzionale Nicolas Diot (1791)
- Vescovo costituzionale Claude Fauchet (1791)
- Vescovo costituzionale Jean-Marie Jacob (1791)
- Vescovo costituzionale Charles Le Masle (1791)
- Vescovo costituzionale Étienne Nogaret (1791)
- Vescovo costituzionale Jean-Joseph Rigouard (1791)
- Vescovo costituzionale Noël-Gabriel-Luce de Villar (1791)
- Vescovo costituzionale Luc-François Lalande, C.O. (1791)
- Vescovo costituzionale François-Ambroise Rodrigue (1791)